# Kinyongia mulyai
Kinyongia mulyai — вид ігуаноподібних ящірок родини хамелеонових (Chamaeleonidae). Ендемік Демократичної Республіки Конго.

## Поширення і екологія
Kinyongia mulyai мешкають на схилах гори Нзава, розташованої на західному березі озера Танганьїка на південному сході ДР Конго. Вони живуть у вологих тропічних лісах з густими кронами, де трапляються на гілках і ліанах, на висоті від кількох до 20 м над землею. Зустрічаються на висоті від 1200 до 1800 м над рівнем моря.

## Збереження
МСОП класифікує цей вид як такий, що перебуває на межі зникнення. Kinyongia mulyai загрожує знищення природного середовища.